# Reserva de Desenvolvimento Sustentável Amanã
A Reserva de Desenvolvimento Sustentável Amanã se localiza na região próxima da confluência do Rio Solimões com o Rio Japurá. O nome Amanã significa "caminho da chuva". A reserva abrange áreas dos municípios de Maraã, Barcelos e Coari. Assim como a Reserva de Desenvolvimento Sustentável Mamirauá, a Amanã é gerenciada pelo Instituto de Desenvolvimento Sustentável Mamirauá

## Histórico
A RDS Amanã foi criada em 1998, através do Decreto Nº 19.021/1998.

## Geografia
A região da RDS Amanã é de extrema importância biológica, estando entre as bacias do Rio Negro e Rio Solimões. A população de Amanã vive principalmente de atividades de subsistência como a agricultura, a caça, a pesca e o extrativismo de cipó, de óleos de copaíba e andiroba e de frutos selvagens.

## Complexo de Conservação da Amazônia Central
O Complexo de Conservação da Amazônia Central é formado pela área contígua de proteção do Parque Nacional do Jaú, da Reserva de Desenvolvimento Sustentável Mamirauá, da Reserva de Desenvolvimento Sustentável Amanã e do Parque Nacional de Anavilhanas. Criado em 2000, com 57 mil km², a área faz parte da Lista de Patrimônio Mundial pela Unesco.